# Pince à sein
 (juin 2023).
Si vous disposez d'ouvrages ou d'articles de référence ou si vous connaissez des sites web de qualité traitant du thème abordé ici, merci de compléter l'article en donnant les références utiles à sa vérifiabilité et en les liant à la section « Notes et références ».

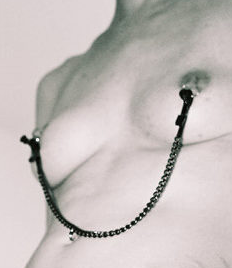
Pinces à seins en utilisation

Une pince à sein est un sex-toy utilisé pour stimuler les tétons en y appliquant une pression plus ou moins importante.
Son effet principal est de restreindre la circulation du sang dans les tétons.
Ces pinces sont souvent utilisées dans les activités BDSM, par les hommes et les femmes.  
La pince à linge est également utilisée pour ce même type d'activité. Comme il s'agit d'objets non prévus pour cet usage, l'application requiert que l'utilisateur trouve un bon équilibre entre le plaisir et la souffrance.
Certains poids peuvent être utilisés. Ceux-ci découragent les personnes pincées de trop bouger (par exemple, sauter lors d'une fessée érotique), cependant le fait que le poids puisse balancer et augmenter la douleur peut également faire partie du jeu.

## Usage et matière
Il ne s'agit plus de parure, mais d'accessoires sexuels apparentés aux pratiques BDSM. Le but est d'appliquer une pression plus ou moins forte, et plus ou moins contrôlée, aux mamelons, créant une stimulation pouvant aller d'un doux serrage jusqu'à la douleur la plus vive. Diverses matières plastiques ou métalliques. Elles sont souvent revêtues d'un enrobage plastifié ou caoutchouté aux extrémités, mais il en existe avec des dents crantées, à réserver aux vrais adeptes du SM.

## Formes
Façon « pinces croco », ou « pinces médicales » (ressemblant vaguement à des ciseaux) et leurs dérivés.

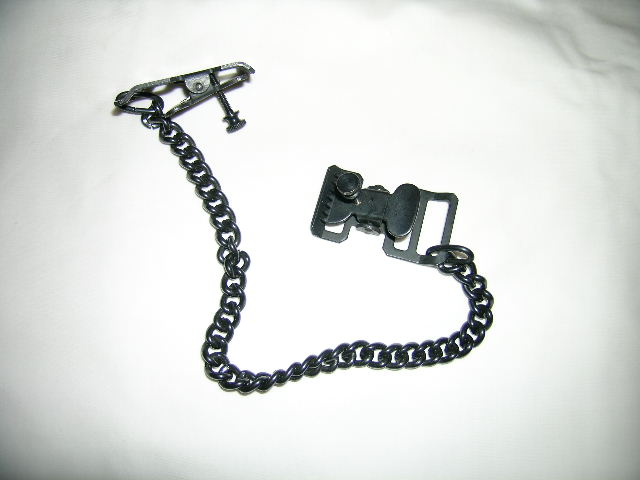
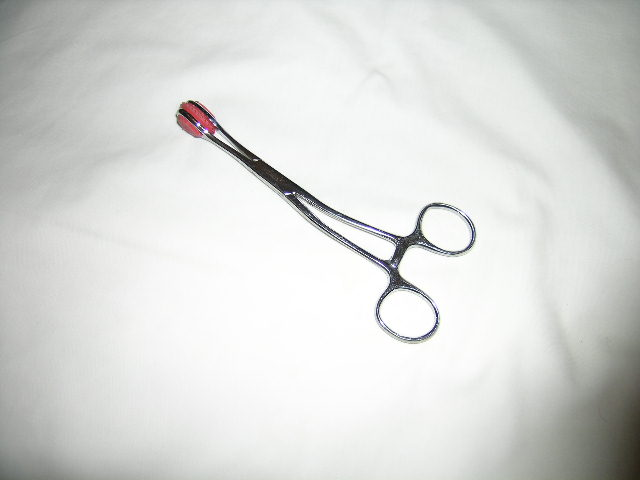

On trouve des pinces classiques simples dont la force du ressort sera choisie en fonction de l'intensité voulue. Certaines peuvent blesser si de trop mauvaise qualité ou si choisies dans une gamme volontairement SM[réf. nécessaire].
Ces mêmes modèles sont parfois équipés d'une vis de réglage autorisant une limitation de la fermeture des mâchoires afin d'en doser la pression. Les modèles « clamps » sont par définition assortis de crans donnant un serrage progressif. Certaines pinces n'ont pas de ressort de serrage : la pression est alors finement ajustée par une vis de serrage. L'ensemble des pinces peut se trouver associé à des chaines ou des poids amovibles ou fixes, quelques fois très lourds, destinés aux jeux sévères. Il existe aussi des pinces associées à des vibromasseurs : elles émettent des vibrations.
Il existe aussi des pinces avec des chaines qui les relient à un cockring pour ces messieurs ou au clitoris pour ces dames et des pinces reliées à des anneaux pour recevoir de nouvelles attaches. Enfin des pinces bijoux pour mettre en avant son corps et sa résistance.
Ces pinces sont aussi adaptées à d'autres zones du corps comme les lèvres vulvaires, les bourses ou même les oreilles. La seule limite est l'imagination des joueurs.

## Objets domestiques
S'il existe de nombreux modèles de pinces en vente dans les magasins spécialisés, un certain nombre d'objets domestiques sont susceptibles de remplir ce rôle : pinces à linges, pinces à torchons, pinces à dessins, cintres à pinces. Toutefois l'absence de rembourrage plastifié réserve les objets domestiques à des joueurs expérimentés qui savent gérer la douleur. Attention également aux potentielles échardes si la pince est en bois.